# Les Combustibles
Les Combustibles is een toneelstuk van de Franstalige Belgische auteur Amélie Nothomb, gepubliceerd in 1994 door uitgeverij Albin Michel. 'De Brandstof' wil de toeschouwer en lezer laten nadenken over het belang van boeken en de plaats van literatuur in ons leven. Een van de kernvragen hierbij is: "Wat is het belangrijkst, warmte of boeken? Zich cultiveren of (door de boeken te verbranden) zich verwarmen?" Het stuk wordt ook beschreven als een allegorie van de literaire kritiek. Het is de enige toneeltekst die Amélie Nothomb schreef, hoewel van verschillende van haar romans door anderen toneelstukken werden gemaakt.

## Samenvatting
Er treden drie personages op:
- Daniel: idealistisch en dromerig, assistent-professor. Hij woont sinds twee maanden met de prof samen vanwege de oorlog.
- Marina: "soulmate" van Daniel, Marina voltooide haar universitaire studies. Ze is mager en lijdt erg onder de koude. Een bijzonder excentrieke, lucide persoon, die zich door haar begeerten, honger, verlangens laat leiden. Zij is ervan overtuigd in de hel te zijn beland, waar ze altijd kou heeft en honger lijdt.
- De prof: brutaal en beledigend. Als geleerde man beschikt hij in zijn appartement over een grote bibliotheek. Ondanks de oorlog zet hij zijn werk verder aan de Faculteit der Letteren, al wordt dit vanwege de bombardementen wel bijzonder moeilijk. In zijn lessen brengt hij auteurs die hij eigenlijk bewondert in diskrediet, en aan zijn studenten geeft hij de opdracht saaie boeken te lezen die hij zelf nooit las.

Deze oorlogswinter, zonder brandstof en met te weinig voedsel, zal hen voor een dilemma plaatsen: moeten zij zich verwarmen ten koste van alles, met name door de boeken te verbranden die zij liefhebben?

## Adaptatie voor opera
In 1994 maakte Daniel Schell er een opera van, waarvoor hij het libretto en de muziek schreef.